# Área micropolitana de Kapaa
El área micropolitana de Kapaa,  y oficialmente como Área Estadística Micropolitana de Kapaa, HI µSA tal como lo define la Oficina de Administración y Presupuesto, es un Área Estadística Micropolitana centrada en la ciudad de Kapaa, en el estado estadounidense de Hawái. El área micropolitana tenía una población en el Censo de 2010 de 67.091 habitantes, convirtiéndola en la 137.º área metropolitana más poblada de los Estados Unidos. El área micropolitana de Kapaa comprende el condado de Kauai, siendo Kapaa la ciudad más poblada.

## Composición del área micropolitana

### Principales localidades
| - Anahola - Eleele - Haena - Hanalei - Hanamaulu - Hanapepe - Kalaheo | - Kalihiwai - Kapa'a - Kaumakani - Kekaha - Kilauea - Koloa | - Lawai - Lihue - Omao - Pakala Village - Poipu - Princeville | - Puhi - Wailua - Wailuā Homesteads - Waimea - Wainiha |

### Áreas no incorporadas
- Halehomaha
- Kealia